# HD125823
HD125823 — хімічно пекулярна зоря спектрального класу B5 й має  видиму зоряну величину в смузі V приблизно  4,4. Вона знаходиться у сузір'ї Центавра й розташована на відстані близько 418,7 світлових років від Сонця.

## Фізичні характеристики
Телескоп Гіппаркос зареєстрував фотометричну змінність  даної зорі з періодом 8,81 доби в межах від Hmin= 4,38 до Hmax= 4,32.

## Пекулярний хімічний склад
HD125823 належить до Хімічно пекулярних зір з пониженим вмістом гелію й в її  зоряній атмосфері спостерігається нестача He у порівнянні з його вмістом в атмосфері Сонця.

## Магнітне поле
Спектр даної зорі вказує на наявність магнітного поля у її зоряній атмосфері. Напруженість повздовжної компоненти поля оціненої з аналізу наявних ліній металів становить  523,1± 300,0 Гаус.